# NGC 4245
NGC 4245 (również PGC 39437 lub UGC 7328) – galaktyka spiralna z poprzeczką (SB0-a), znajdująca się w gwiazdozbiorze Warkocza Bereniki. Odkrył ją William Herschel 13 marca 1785 roku.